# Стречно (озеро, Ленинградская область)
Стре́чно — озеро в Лужском районе Ленинградской области. Высота над уровнем моря — 70 м.
Озеро имеет ледниковое происхождение, расположено в комплексном федеральном заказнике «Мшинское болото».

## Описание
Длина озера 7 км, ширина — от 1,5 км на севере до 4,4 км в центральном плёсе, глубины плавно нарастают от 0,5 — 1 метра у берегов до 3 метров в центре.
Озеро вытянуто с севера на юг и соединено с соседним озером Вялье проливом, так что озёра образуют один водоём площадью 35,8 км². По другим данным площадь озера 19 км².
Берега озера низкие, заболоченные, поросшие редким смешанным лесом. Берег зарос тростником, кустарником, ольхой, клюквой. Дно илистое.
Озеро труднодоступно, добраться можно только по тропинкам через близлежащие болота.

## Гидрография
Озеро Стречно питается за счет многочисленных ручьёв, вытекающих из окружающих болот. Через небольшой ручей Литвиновка и систему орошающих канав соединяется с рекой Ящера. Сток осуществляется через реку Чёрная, вытекающую из южной губы озера, и далее в реку Оредеж.

## Ихтиофауна
В озере встречается окунь, щука, ёрш, карась.